# 千葉県道157号大貫青堀線

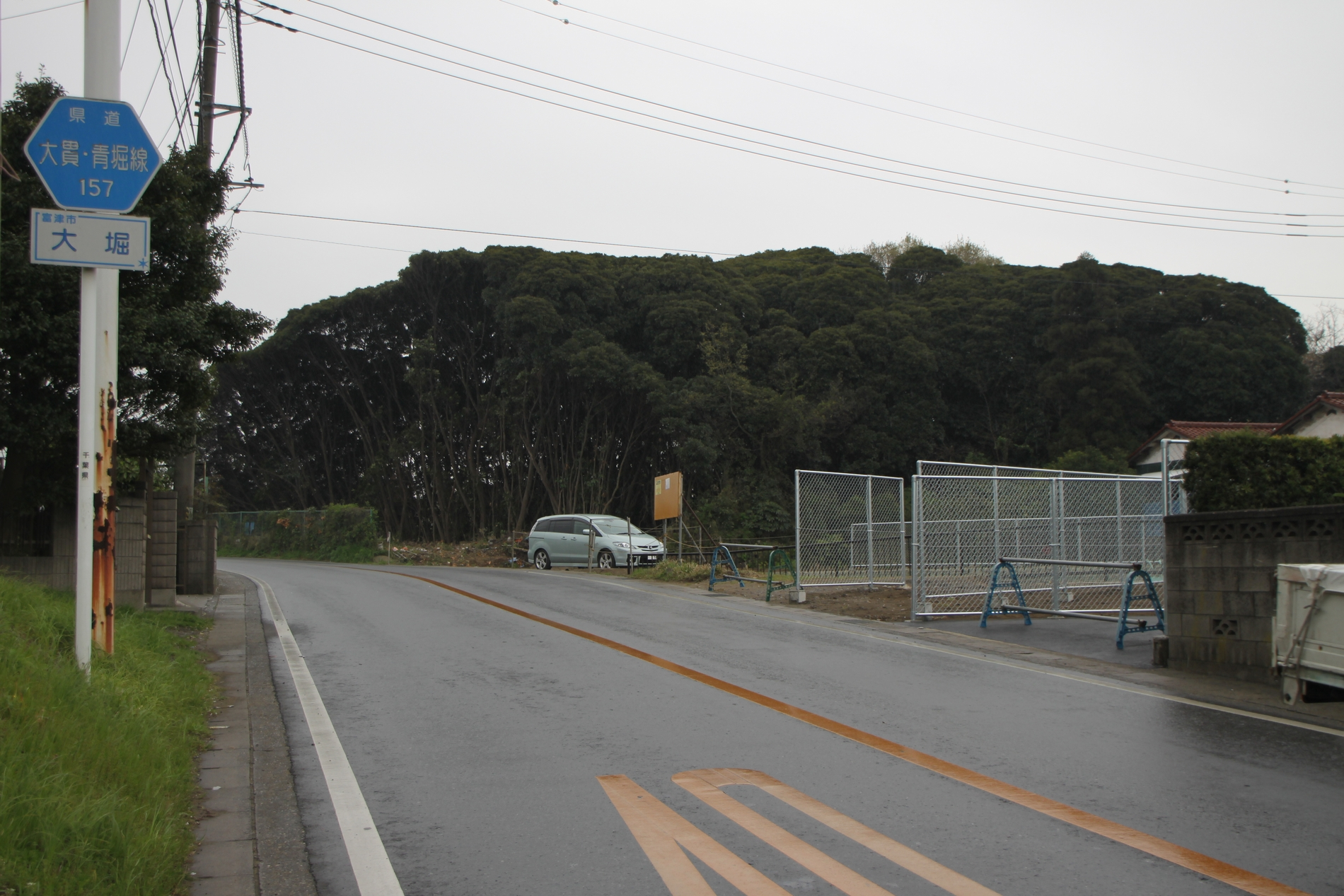
大堀付近

千葉県道157号大貫青堀線（ちばけんどう157ごう おおぬきあおほりせん）は、千葉県富津市を起点・終点とする一般県道。ほぼJR内房線に並行して南北に走る。

## 路線データ
- 起点：
  - 富津市千種新田[1] 信号無交差点（国道465号交点）※現道
  - 富津市西大和田 信号交差点（国道465号支線交点）※バイパス
- 終点：富津市大堀[1] 大堀坂下交差点（国道16号交点）
- 総延長：6.736 km（君津土木事務所管内：6.736 km[1]）
- 重用延長：0.865 km（君津土木事務所管内：0.865 km）
- 実延長：5.871 km（君津土木事務所管内：5.871 km[1]）
- 認定年月日：1955年（昭和30年）3月4日

## 重複区間
- 信号無交差点（下飯野） - 信号交差点（下飯野）（千葉県道158号君津青堀線）

## 地理

### 通過する自治体
- 千葉県
  - 富津市

### 経路および交差する道路・鉄道
- 千葉県富津市
  - 信号無交差点（千種新田）（国道465号）
  - 踏切（名称不明）（内房線）
  - 信号交差点（千種新田）（県道157号支線）
  - 信号無交差点（下飯野）（千葉県道158号君津青堀線）
  - 信号交差点（下飯野）（千葉県道158号君津青堀線）
  - 踏切（名称不明）（内房線）
  - 大堀坂下交差点（国道16号）

#### 支線
- 千葉県富津市
  - 信号交差点（西大和田）（国道465号支線）
  - 信号交差点（千種新田）（県道157号本線）

### 周辺の施設
- 大貫駅 - 本線起点より300mほど南
- 大佐和自動車教習所
- 富津市役所
- 富津郵便局
- 富津市立富津中学校
- 青堀駅 - 終点より350mほど東